# Ибру (Алба)
Ибру (рум. Ibru) насеље је у Румунији у округу Алба у општини Бландиана. Oпштина се налази на надморској висини од 664 m.

## Становништво
Према подацима из 2002. године у насељу је живело 3 становника.